# ライフルドマスケット

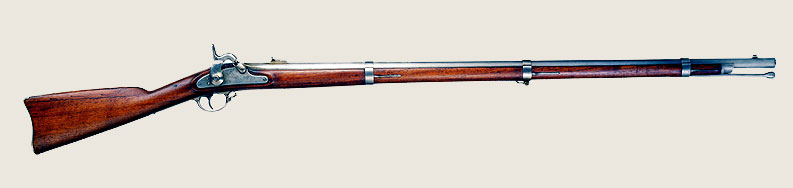
スプリングフィールドM1861 ライフル・マスケット

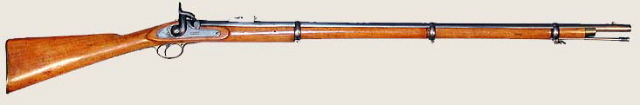
エンフィールド銃 ライフル・マスケット

ライフルドマスケット、あるいはライフルマスケット、ライフル・マスケットは、19世紀半ばに出現した小火器の一類型である。当初、この単語は滑腔銃として生産されたマスケットの銃身に後からライフリングを施したものだけを意味していた。時代が下るにつれ、同様の設計の滑腔マスケットに代わり使用されるようになったライフルも意味するようになった。

## 歴史と発展
19世紀初頭、ライフル銃とマスケットの両方が共存していた。マスケットは前装式の滑腔銃で、鉛の弾丸や散弾を発射し、銃剣を取り付けられるように設計されていた。ライフルはフリントロックやパーカッションロックによる発火機構を持つ点は同様であるが、大きな違いとして銃身にライフリングが施されていた。つまり、銃身の内部に溝が刻まれていて、発射される弾丸に回転をかけるようになっていた。
発射する弾丸に回転がかかることで、滑腔マスケットより低進し安定した弾道を描くため、ライフルには長距離での精度が高まる利点があった。マスケットは射撃速度で有利であった。前装式兵器は弾丸を銃身に適合させなければならなかった。滑腔銃では隙間がある程度あっても許容できるが、ライフルの場合、銃身に刻まれたらせん型の溝が、回転をかけるために弾丸に食い込む必要があった。弾丸に回転をかけるために、銃身が弾丸に十分密接するように隙間を設定しなくてはならない。そうでなければ、銃身から飛翔するにつれ弾丸の軌道は動揺し、精度が失われるからである。それに加え、弾丸と銃身の間の密着が不十分であれば、発射ガスがライフリングから漏れてしまい、銃口初速、精度、そして目標に与える終末エネルギーが損なわれてしまう。 精度と射程が優れているため、ライフルは狩猟目的には理想的といえたが、発射速度が遅いために、軍事用として広く使うには大きな障害となっていた。それに加え、通常の発射で生じる残渣が、ライフルの装填を次第に困難なものとしていた。
滑腔マスケットは戦列歩兵と軽歩兵の主力兵器として用いられ、ライフルは狙撃兵やその他特殊な兵科に限って使われていた。マスケットはすべて銃剣が装備されており、白兵戦でもマスケットで戦うことができた。その時代、ロシアやフランスはレンジャーやヴォルティジュールと呼ばれる軽歩兵を頻用し、不整地での長期戦では、時に歩兵大隊すべてを散兵として分散し運用していた。ライフルは滑腔マスケットよりも射撃精度は高かったが、有効射程は同等であった。たとえば、イギリス軍では制式装備のマスケットを装備した軽歩兵は、交戦距離300-400ヤードを想定して訓練されていた。 マスケットは槍として使われることもあったため、マスケットはかなり長く、重量ある兵器となる傾向があった。長さはおよそ4-6フィート（銃剣を含めると6-8フィート）、重さはおよそ10-12ポンド（4.5-5.4kg）であった。というのもこれ以上長く、重い兵器は余りにも扱い辛くなったからである 。マスケットの長さが、戦列を組んで射撃することを可能にし、後列の歩兵が前列の歩兵の後頭部を誤射したり、発砲炎で顔面を焼いたり、鼓膜を破る危険性を最小限にした。6フィートのマスケットを使うと、3列の戦列でも安全に射撃することができた。
マスケットは比較的不正確で短射程ではあったが、戦場ではそれが重大な問題とは考えられていなかった。その時代の黒色火薬が発生する煙が戦場を不明瞭にしてしまい、ライフルの持つ長射程は無意味なものとなってしまった。特に戦況が進むとその傾向は強まった。 
ライフルはマスケットよりも製造コストがかかり、普通は散兵や選抜歩兵などの、近接しての戦闘ではなく、特別に訓練を受けた散開して戦闘する小規模のライフル兵によって使われた。ライフルは他の歩兵の肩越しに射撃することや、銃剣を用いた近接戦を想定していなかったので、銃身をマスケットよりもずっと短くすることができた。そのため銃口から銃身に合わせて装填する困難を軽減していたが、それでもなお滑腔マスケットよりも緩慢にしか射撃できなかった。

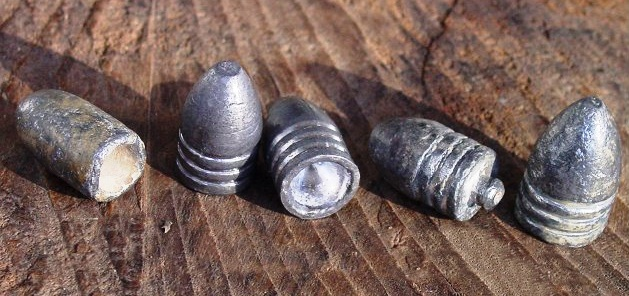
ライフルドマスケットで用いられたさまざまな種類の弾丸

銃身に残渣が残るため、ライフルの装填が遅い問題は1840年代にフランスの発明家であるクロード＝エティエンヌ・ミニエーが発明したミニエー弾が解決した。名前に反して、ミニエー弾（Minié ball）は全く球形ではなかった。それは弾丸の尾部に拡張するスカートのような縁を持ち、長い円錐型であった。この縁があることで、ミニエー弾は銃口よりも小さくすることができ、滑腔銃と同じぐらい容易に弾丸を落とし込むことができた。発射されると、この縁が拡張し、銃身の内側に緊密に密着することで、弾丸周囲の漏れが原因のエネルギー損失を抑制し、ライフリングにめり込み、ミニエー弾に回転をかけ弾道を安定させる。
1840年代と1850年代に、滑腔マスケットの多くは射程と精度を大幅に高められる新型の弾丸を発射できる、ライフリングを持つ同口径のマスケットへ置き換えられた。これらの「ライフルド・マスケット」あるいは「ライフル・マスケット」は横隊や方陣の近接戦闘でマスケットが機能するように十分長く設計され、しかも装填速度は滑腔マスケットと同程度で、最小限の訓練で習熟することができた。その上、ミニエー弾を使用するライフルド・マスケットは滑腔マスケットよりはるかに高精度であった。 ミニエー弾を発射するライフルドマスケットと、丸弾を発射する滑腔マスケットによる10インチ四方（25cm×25cm）の標的を対象としたテストでは、ライフルドマスケットがずっと高精度であることが示された。 滑腔マスケットでは距離200ヤードでの命中率は42-48%であった。300ヤードでは18%であった。ライフルドマスケットでは、300ヤードにおいて46-48%、500ヤードでも24-42%であった。 しかしながら、この潜在的な高精度を引き出すためには、高度な教育と訓練を要する技能が必要であった。ライフルマスケットであっても未熟な新兵が使うと、滑腔マスケットと比べ大幅に優秀とは言えなかった。それにもかかわらず、ライフルドマスケットは戦場では恐るべき戦闘力を発揮した。南北戦争勃発時、一部の歩兵連隊は滑腔マスケットを選択した。滑腔マスケットは散弾と丸弾（buck and ball）を同時に装填し発射することもできたからである。
1860年代と1870年代、ライフリングのある銃身をもつより新しい兵器が生産され、それらはもはや当初滑腔マスケットではなく最初からライフリングが施されていたが、「ライフルドマスケット」あるいは「ライフルマスケット」と呼称されていた。この単語は、滑腔マスケットを直接的に置換した兵器においてのみ用いられた。例えばパーカッションロックと長い銃身を持つスプリングフィールドM1861は、「ライフルドマスケット」と呼ばれた。対照的に、同時代生産されていたヘンリー連発銃や、スペンサー連発銃はライフルドマスケットを置換することも、マスケットのような特性も持っていなかったので、単に「ライフル」と呼称されていた。
1880年代と1890年代までに、スプリングフィールドM1873やスプリングフィールドM1892-99等の単発の後装式ライフルや、連発式ライフルによって、ライフルドマスケットは大部分が陳腐化した。非常に多くの単発後装式ライフルが、ライフルドマスケットのパーカッションロックをそのまま置換することで生産され、そうしてできたライフルはもはやライフルドマスケットとは呼ばれず、代わりに単に「ライフル」とだけ呼ばれるようになっていた。

## ライフルドマスケットの特性
一般に、ライフルドマスケットは置換する前の滑腔マスケットと同じ長さであった。典型的には銃身はおよそ40インチ（100cm）で、全長は55－60インチ（140－150cm）であった。当時のアメリカ造兵廠命名規則では、ライフルやライフルマスケットは、ライフリングを持つように特別に設計され、生産されたものを意味していた。ライフルドマスケットは、造兵廠や提携業者にライフリングのために返却されたマスケットを指していた。 1850年代、造兵廠に保管されていたかなりの数の滑腔マスケットがこの方法でミニエー弾を制式弾として発射できるように改造された。ライフルマスケットは前身の滑腔マスケットと比べ口径が小さくなる傾向があった。例を挙げると、スプリングフィールドM1855では.58口径であり、イギリスの1853年式エンフィールド銃では.577口径であった。1850年代半ばにアメリカ陸軍で行われた試験では、小口径弾は長距離でより高精度であった。円錐型をしたミニエー弾は、.58口径と小口径ではあるが丸弾よりも長いため、より大口径の.69口径の丸弾とほぼ同量の鉛からできていた。口径は縮小した一方で、銃身の長さはそのままであった。短銃身のライフルをつくることは容易であり（かつ乗馬歩兵やライフル兵などの特科兵向けに作られていた）、置き換える前の滑腔マスケットよりも高精度であったが、軍上層部は戦列を形成して射撃する戦術を好み、短銃身の兵器では、後列の歩兵が前列の歩兵を誤射する危険があることを恐れていた。その時代の軍上層部は、銃剣による戦闘が持つ重要性はライフリング以後も変わらないと考えており、そのことも銃身長を保つ決定に影響を及ぼした。
アメリカやイギリスの制式小銃は、銃身長が長い「ライフルマスケット」バージョンと、スプリングフィールドM1855のようなより短い「ライフル」バージョンが製造された。ライフルマスケットは40インチの銃身を持ち、全長は56インチ（140cm）であった。ライフルは33インチ（84cm）の銃身を持ち、全長は49インチ（120cm）であった。 イギリス軍では、歩兵全体に支給したフルサイズのマスケットと、特別に訓練したライフル連隊や海兵隊向けのより短く、取回ししやすいバージョンのエンフィールド銃の区別は保たれていた。長いバージョンでは、銃身が3つの金属帯で銃床に取り付けられ、短いバージョンではそれが2つであった。そのため、それぞれ「3バンド型」「2バンド型」と呼ばれていた。
ライフルマスケットは典型的にはパーカッションロックを採用していたが、スプリングフィールドM1855のような例外もある。それはメイナード紙製雷管システムを装備していた。
ライフルマスケットは滑腔マスケットの直接の後継であったため、銃剣が装備されていた。
軍隊で運用するに当たり、ライフルマスケットの装填は紙製カートリッジを使用しある程度簡略化されており、近代の金属製実包とはかなり異なるものであった。それは一般には、筒状の紙に一定量の黒色火薬と、グリースの付いたミニエー弾を詰めたものであった。 滑腔マスケットの装薬と異なり、装薬全体を銃口から装填するものではなかった。その代りに、まず紙を破って空け（普通、射手が歯を使って開けていた）、黒色火薬を銃身に流し込み、その後ミニエー弾を銃口から落とし込み、槊杖を使って火薬の一番上になるように装填した。 装填が終わると紙は廃棄された。その他近代の装薬と違う点は、雷管は別に存在しており、射撃時にパーカションロックの火門に装着する必要があった点である。メイナード紙製雷管システムは、この最後の段階をキャップ状の雷管ではなく、現代のおもちゃの雷管銃に似た、紙製雷管の帯を用いることで高速化しようと試みたが、野戦で運用するには信頼性が不足しており、後に廃止された。
こういった手法によらない例外として、エンフィールド銃の装薬が挙げられる。エンフィールド銃の弾丸には、ミニエー弾と違い、潤滑を保つために鋳造ないし鍛造された環状の構造は全くなかった。弾丸は装薬底部に位置しており、弾丸のある部分の外側の紙にはグリスが塗られており、弾丸と同時に装填され、この紙で隙間を埋めるように設計されていた。槊杖は弾丸をしっかりと装填するために用いられた。

## 戦場での使用
ライフルドマスケットは南北戦争で頻用された。アメリカ製のスプリングフィールドM1861はその中でも最も広く普及したライフルドマスケットであり、その次がイギリス製の1853年式エンフィールド銃であった。オーストリア製のローレンツライフルは3番目によく使われたライフルドマスケットであった。
エンフィールド銃はクリミア戦争でも用いられており、長射程を生かし特定の戦闘状況では、エンフィールド銃より射程でかなり劣るロシアの滑腔マスケットに対してかなりの有利を示した。
しかしながら、ライフルドマスケットを装備した歩兵は戦場で常に成功を収めるわけではなかった。1859年の第二次イタリア独立戦争では、オーストリア軍はライフルドマスケットを装備していたが、教育と有効射程における訓練とが不足していたために、積極的な散兵戦術と近距離での素早い銃剣突撃を用いるフランス軍に敗北した。

## 参照
- en:Muzzle-loading rifle
- en:Springfield rifle
- 小銃
- ライフリング